# Inés Hernand
Inés Judit Hernández Martínez (Madrid, 10 de mayo de 1992), conocida como Inés Hernand, es una abogada, celebridad de internet, comunicadora y presentadora española.

## Trayectoria
Hernand se graduó en Derecho por la Universidad Complutense de Madrid (UCM) en 2017. Posteriormente, realizó el máster en Abogacía en la misma universidad. Tras superar la prueba de Estado de Acceso a la Abogacía, obtuvo el título profesional de abogada y ejerció durante un tiempo como tal. Mientras estudiaba la carrera, abrió un canal en YouTube llamado Inés responde, donde subía vídeos en los que hablaba sobre cuestiones legales de forma divulgativa y daba consejos jurídicos sobre temas variados como el alquiler de un piso, multas de tráfico o las rebajas. Gracias a estos vídeos, donde consiguió miles de visitas, empezó a tener gran repercusión en redes sociales.
Desde 2020, presenta junto a Darío Eme Hache el programa Gen Playz en la plataforma digital juvenil Playz de RTVE, donde junto a invitados de diferentes áreas se habla sobre temas como la salud mental, el feminismo, la menstruación, la política o el colectivo LGBT. Este espacio fue premiado como "mejor programa de entretenimiento" en los Premios Ondas de 2021. Desde mayo de 2021, Hernand produce con su amiga y compañera de piso, la youtuber Andrea Compton, el vodcast Dulces y saladas para Prime Video. Dos años antes, en 2019, publicaron juntas la novela autobiográfica Que el fin del mundo te pille de risas.
Desde octubre de 2021, dirige y presenta en Podium junto a Nerea Pérez de las Heras el pódcast de actualidad política Saldremos mejores. También, junto al cómico Ignatius Farray, produce un pódcast de comedia y precariedad llamado Payasos y fuego. También colabora con varios medios digitales, como el HuffPost desde mayo de 2021, o eldiario.es donde publica columnas de opinión en su sección de Tribuna Abierta desde febrero de 2022. Entre 2021 y 2022, fue colaboradora del programa La resistencia, presentado por David Broncano.
En 2022, fue la copresentadora del festival Benidorm Fest, organizado por RTVE para seleccionar la canción que representaría a España en el Festival de la Canción de Eurovisión 2022. Condujo este concurso junto a Máximo Huerta y la cantante Alaska. En 2023, volvió a presentar la segunda edición del festival, esa vez junto a la cantante Mónica Naranjo y el periodista Rodrigo Vázquez. En marzo de 2022, se anunció que Hernand presentaría el programa de entretenimiento La noche D en La 1, junto a la cómica Eva Soriano, en sustitución a Dani Rovira que había conducido el programa hasta el momento. Finalmente, Hernand decidió no participar en el proyecto.
Durante 2023, realizó colaboraciones esporádicas en Y Ahora Sonsoles y Más vale Sábado. También fue tertuliana en La plaza de La 1. El 29 de junio de 2023, RTVE retiró de sus redes sociales un episodio del programa Gen Playz emitido durante la celebración del Día Internacional del Orgullo LGBT. La decisión se tomó tras la difusión de unas declaraciones en directo por parte de Hernand, en las que expresó su opinión sobre el contexto político. La corporación consideró que dichas manifestaciones no se ajustaban a los principios de neutralidad editorial exigidos a un medio público, especialmente en un periodo próximo a unas elecciones generales. El 30 de noviembre de 2023 se estrenó No sé de que me hablas, programa semanal que copresentó con Mercedes Milá en La 1 durante ocho semanas.
En 2024, Hernand participó y ganó la novena edición del reality culinario, MasterChef Celebrity, de TVE, que le supuso un curso de cocina de un fin de semana en el Basque Culinary Center. Además, ese mismo año presentó Feat, en la plataforma Playz un concurso de talentos musical que reunía a doce artistas emergentes del género urbano.
El 15 de enero de 2025 se anunció la participación de Inés Hernand como una de las presentadoras del Benidorm Fest 2025, junto a Paula Vázquez y Ruth Lorenzo. En julio de 2025, se estrenó el programa Pasa sin llamar, en La 2, presentado por Hernand junto a Alba Carrillo y Mariona Casas.

## Televisión

### Trayectoria televisiva

#### Como presentadora
| Año             | Programa                            | Canal | Notas        |
| --------------- | ----------------------------------- | ----- | ------------ |
| 2020-presente   | Gen Playz XL                        | Playz | Presentadora |
| 2022-2023; 2025 | Benidorm Fest                       | La 1  | Presentadora |
| 2023-2024       | No sé de que me hablas              | La 1  | Presentadora |
| 2024            | Las abogadas. La verdadera historia | La 1  | Presentadora |
| 2024            | Feat                                | Playz | Presentadora |
| 2025            | La familia de la tele               | La 1  | Presentadora |
| 2025            | Pasa sin llamar                     | La 2  | Presentadora |

#### Como colaboradora
| Año       | Programa         | Canal    | Notas        |
| --------- | ---------------- | -------- | ------------ |
| 2021-2022 | La resistencia   | 0 por M+ | Colaboradora |
| 2023      | Y ahora Sonsoles | Antena 3 | Colaboradora |
| 2023      | La plaza de La 1 | La 1     | Colaboradora |
| 2023      | Más vale sábado  | La Sexta | Colaboradora |

#### Como concursante
| Año  | Programa               | Canal | Notas    |
| ---- | ---------------------- | ----- | -------- |
| 2024 | MasterChef Celebrity 9 | La 1  | Ganadora |

## Obra
- 2019 – Que el fin del mundo te pille de risas. Con Andrea Compton. Penguin Random House Grupo Editorial. ISBN 9788420452616.[37]

## Reconocimientos
En marzo de 2024, Inés Hernand fue galardonada en los Premios Ídolo, en la categoría de Conciencia Social. Poco después, en junio de 2024 fue galardonada con un Premio Ondas Global del Podcast junto a Nerea Pérez de las Heras por Saldremos mejores, escogido como Mejor Podcast Conversacional, ex aequo con Meterse al Rancho de Santiago Alarcón. En 2025, la Delegación del Gobierno en Madrid le otorgó uno de los reconocimientos '8M. 8 Mujeres, 8 Motivos', con motivo de la celebración del Día Internacional de la Mujer.